# أرور
أرور أو ألور (بالسندية: اروهڙ) هي الاسم الذي كان يطلق في العصور الوسطى على مدينة روهري (في السند، باكستان حاليًا). في الهند القديمة أرور كانت عاصمة لإقليم السند. وتعرف هذه المدينة في المصادر الإسلامية بـ الراور.

## تاريخ
وباعتبارها رورُكا، عاصمة مملكة سووِيرا، فقد تم ذكرها كمركز تجاري مهم في الأدب البوذي المبكر. وفي چچ نامه، لوحظ وجود أعضاء من جماعة البراهمة في مدينة أرور. لا يُعرف سوى القليل عن تاريخ المدينة قبل الغزو العربي في القرن الثامن الميلادي. كانت أرور عاصمة مملكة راي ثم سلالة البراهمة التي حكمت شمال السند.
في سنة 711م، سقطت مدينة أرور في قبضة جيش القائد الأموي محمد بن القاسم. في سنة 962م تعرضت المدينة لزلزال هائل أدى إلى تغيير مجرى نهر السند وتدمير مباني المدينة المصنوعة من الطوب اللبن، مما أدى إلى انحدار المدينة وإعادة توطين السكان في روهري على طول شواطئ نهر السند الحديثة.

## أعلام
- راجا داهر